# Manfreda fusca
Manfreda fusca là một loài thực vật có hoa trong họ Măng tây. Loài này được Ravenna mô tả khoa học đầu tiên năm 1987.